# 셀마 에르게치
셀마 에르게치(튀르키예어: Selma Ergeç, 1978년 11월 1일 ~ )는 터키의 배우, 모델, 문헌학자, 심리학자, 의사이다.

## 출연 작품
- 목소리 (2010)
- 시간과 바람 (2006)